# یواس‌اس استگبوش (ای‌ان-۶۹)
یواس‌اس استگبوش (ای‌ان-۶۹) (به انگلیسی: USS Stagbush (AN-69)) یک کشتی بود که طول آن 194' 6" بود. این کشتی در سال ۱۹۴۴ ساخته شد.